# L'attentatuni - Il grande attentato
L'attentatuni - Il grande attentato è una miniserie televisiva italiana, nota anche con il titolo L'attentatuni. La regia è di Claudio Bonivento. È stata trasmessa in prima visione su Rai 2 il 18 e 19 aprile 2001. È basata sul romanzo-inchiesta L'attentatuni. Storia di sbirri e di mafiosi, di Giovanni Bianconi e Gaetano Savatteri: i fatti sono basati sulla realtà, con alcuni ritocchi di fantasia (soprattutto ai nomi dei protagonisti). È stata girata a Palermo.

## Trama
Il film racconta dell'operato della DIA dopo l'attentato a Capaci in cui persero la vita Giovanni Falcone, Francesca Morvillo e la scorta. Paolo Borsellino e il questore Cardine organizzano una nuova squadra operativa che deve arrivare a scoprire gli esecutori della strage di Capaci. Si affidano ad Anna Granata e Angelo Branca, che seguono i mafiosi Nino Noè e Gino Guarnera. Intanto, però, anche Borsellino viene ucciso.
Quando, dopo vari pedinamenti, i carabinieri della squadra del capitano Ultimo, arrestano il boss Totò Forte sembra che tutta l'operazione debba fallire. La squadra però continua a lavorare, scopre il nascondiglio di Noè e Guarnera, li spia e ottiene i nomi degli esecutori della strage: assieme a loro, viene arrestato Santino che era presente alle stragi contro i due giudici. Questi si pente, a dispetto di Noè (che s'impicca dopo aver scritto una lettera nella quale rifiutava di disonorare Cosa nostra) e di Guarnera.
Grazie alle dichiarazioni di Santino, quindi, la DIA riesce ad arrivare a pedinare i due capi-famiglia Barone e Spina. Dopo vari appostamenti e pedinamenti nei quali emergono difficoltà non indifferenti, finalmente i due mafiosi vengono consegnati alla giustizia: Barone verrà arrestato il 24 maggio 1995 a Palermo, mentre Spina sarà catturato il 20 maggio 1996 ad Agrigento dopo essere stato intercettato telefonicamente dagli uomini della DIA. Le immagini della sua traduzione al carcere saranno successivamente trasmesse in TV in diretta con gli uomini della DIA che esultano per il suo arresto.

## Differenze
Molti nomi del film e del romanzo da cui è tratto sono inventati ma corrispondono a personaggi che sono stati davvero coinvolti nella Strage di Capaci:
- Leoluchino Barone: Leoluca Bagarella (famiglia di Corleone)
- Totò Forte: Totò Riina (famiglia di Corleone)
- Giovanni Spina: Giovanni Brusca (famiglia di San Giuseppe Jato)
- Nino Noè: Antonino Gioè (famiglia di Altofonte)
- Gino Guarnera: Gioacchino La Barbera (famiglia di Altofonte)
- Santino Di Napoli: Santino Di Matteo (famiglia di Altofonte)